# Mind the Gap (Scooter)
Mind the Gap è un album in studio degli Scooter pubblicato nel 2004.

## Tracce
1. Killer Bees – 1:31
2. One (Always Hardcore) – 3:47
3. Shake That! – 3:19
4. My Eyes Are Dry – 2:54
5. All I Wanna Do – 4:22
6. Jigga Jigga! – 3:55
7. Panties Wanted – 4:33
8. Trance-Atlantic – 7:53
9. Stripped – 3:29
10. Suavemente – 3:38
11. The Chaser – 4:10
12. The Avenger's Back – 2:59
13. Trip To Nowhere – 5:01

Durata totale: 51:31